# Biologie dans la science-fiction
Dans la fiction, la biologie des êtres vivants, extraterrestres souvent, peut être différente de celle, réelle, rencontrée sur Terre. Très appréciée du public, les auteurs et réalisateurs d’œuvres de fiction l'utilisent sous de multiples formes imaginaires mais néanmoins hypothétiquement possibles.

## Mutation
La mutation est un thème courant des auteurs de science fiction. Elle n'a pas une action limitée à un seul caractère ponctuel, mais implique souvent un changement drastique de l'apparence entière de l'individu qui la subit. Elle n'est souvent pas associée à la notion de cancérisation, comme dans le cas des mutations intervenant dans la réalité.
Dans la saga des Tortues Ninja, Splinter et les Tortues protagonistes ont subi les effets d'un agent mutagène les transformant en versions agrandies et anthropomorphiques des animaux qu'ils étaient à l'origine.
Dans la série de jeux vidéo Command & Conquer, le tiberium est un matériau cristallin fictif ayant un effet mutagène, transformant les êtres vivants en créatures amiboïdes géantes quand il ne les tue pas.
Dans l'univers de Warhammer, une roche appelée Malepierre, qui est fortement mutagène, est à l'origine de plusieurs espèces mutantes dont la plus connue est celle des skaven, une sorte d'hommes rats particulièrement vindicatifs.
Dans la série de jeux vidéo Metroid, le phazon est un minerai radioactif qui fait muter dans d'horribles souffrances quiconque s'expose à ses radiations.
Dans les comics, séries et films des X-Men, presque tous les personnages sont des mutants.

## Faculté de recombinaison de l'ADN
Dans le feuilleton télévisé américain Heroes, le personnage de Peter Petrelli est doté d'un super-pouvoir lui permettant d'auto-recombiner son propre ADN pour adopter les capacités physiques ou psychiques des personnes qu'il rencontre.
Dans le roman le Gamin artificiel, Le « Corps de Crossbow » est une caractéristique de la planète Rêveride, sorte d'énorme moisissure qui recouvre une partie de la surface et qui crée la vie à partir de l'ADN qu'il récupère, son but est apparemment de se répandre sur toute la planète et d'assimiler toute formes de vie.
Dans le roman Animorphs, les Andalites sont des créatures capables de prendre l'ADN de toutes créatures avec lesquelles ils entrent en contact pour ensuite pouvoir s'en servir pour se métamorphoser.
Dans le jeu de rôles Cyberpunk 3.0, les reefs sont capables de transformer rapidement leur ADN pour prendre une forme préconçue.
Dans la série télévisée Les 4400, Edwin Mayuya alias Edwin Musinga (2-09) a le pouvoir de réparer l'ADN chez des fœtus atteints d'anomalies chromosomiques.
Dans l'univers des X-men, Mystique est capable de modifier son ADN afin de prendre l'apparence et la voix d'autres personnes.

## Hybridation
Dans la fiction, la barrière des espèces semble être plus perméable que dans la réalité, ou alors elle ne s'applique pas dû au fait de l'origine extra-terrestre des ADN impliqués, ce qui permet l'hybridation.
Dans l'univers Marvel Comics, Marina est un personnage issu de la recombinaison de l'ADN de la race extra-terrestre des Plodex et de l'ADN humain.
Dans l'univers de Superman, Superboy est un hybride créé à partir de l'ADN de Superman mélangé à de l'ADN humain par le Projet Cadmus.
Dans la série Stargate Atlantis, les Hybrides sont des êtres issus de la combinaison d'un A.D.N Wraith et humain grâce aux rétrovirus.
Dans le dessin animé Danny Fantôme, le héros est transformé en hybride d'humain et de fantôme à la suite d'une infusion d'ectoplasme dans son ADN lui donnant cette double-nature.
Dans l'univers fractal du plasticien Jean-Claude Meynard, sa série Métamorphoses, Hybrides, et autres Mutations décline des formes humaines, animales, environnementales, qui s'hybrident et il développe le concept de «temps hybride». Son livre L'Animal fractal que je suis traite au chapitre « H... comme Hybride » des figures du réel comme autant d'instants précis des hybridations incessantes du vivant.

## Utilisation des techniques de biologie
L'ADN recombinant ou le clonage sont des thèmes courants dans les œuvres de science-fiction.
Il associe souvent l'ADN humain à un autre type d'ADN dans diverses circonstances. Le thème du clonage ou de ADN recombinant humain est très présent dans les médias.

### Recombinaison d'ADN

#### Cinéma
Dans La Mouche, de D. Cronenberg, au cours d'une tentative de téléportation, un humain est hybridé avec une mouche.
Dans l'univers de Jurassic Park, des scientifiques effectuent la recombinaison d'ADN de dinosaures disparus avec de l'ADN de grenouille actuelle afin de combler les trous manquant dans les génomes des dinosaures.
Dans le film La Mutante 2, l'astronaute Patrick Ross est infecté par de l'ADN alien au cours d'une mission sur la planète Mars.
Dans le film Men and Chicken (2015) de Anders Thomas Jensen, un savant fou stérile croise des gênes animaux et les siens propres pour se créer une descendance.

#### Jeu vidéo
Dans le jeu vidéo Metal Gear Solid, les soldats génome sont des soldats ayant subi une modification génétique de leur génome. Ces soldats sont sensibles au virus artificiel FoxDie.
Dans le jeu vidéo et l'anime Mega Man, l'ADN de hub, le frère jumeau décédé de Lan Hikari a été recombiné avec un programme informatique pour donner naissance à Mega Man.EXE.
Dans la série des jeux vidéo Resident Evil, des êtres vivants divers sont infectés par différents virus et parasites, notamment par le virus-T, un virus mis au point par l'Umbrella Corporation. Les effets du virus sur leurs cellules leur donne, entre autres, la capacité d'incorporer à leur génome l'ADN des autres être vivants dont ils se nourrissent ou tout simplement le pouvoir de faire muter les créatures en question.
Dans le jeu vidéo Crash Bandicoot, le personnage de Crunch Bandicoot a été créé par Cortex à partir de l'ADN de Crash pour exterminer tout ce qu'il croise.

#### Littérature
Dans l'univers de Superman, Doomsday est un super-vilain, qui a été artificiellement créé par Bertron, un scientifique fou sans scrupules travaillant sur la planète Krypton, le monde natal de Superman. Le processus de création reprenait les anciennes versions de l'être mais en l'améliorant génétiquement à chaque passage.
Dans le roman Féerie, les poupées sont des créatures à base d'ADN humain génétiquement modifié utilisées comme esclaves.

#### Télévision
Dans l'Univers de Stargate, les Wraiths sont issus d'un mélange d'ADN humain avec celui d'un ectoparasite, leur octroyant un pouvoir télépathique.
Dans l'univers de Babylon 5, Valen, alias Jeffrey Sinclair, subit une modification génétique pour devenir génétiquement Minbari.
Dans Dragon Ball Z : Attaque Super Warrior !, un savant trafique l'ADN de Broly, prisonnier de la glace, pour créer une armée de guerriers.
Dans l'univers Star Trek :
- Tuvix: Tuvok et Neelix, à la suite de l'action des molécules d'une fleur sur leurs ADN pendant un accident de téléporteur, fusionnent en un seul individu, doté d'une conscience propre et refusant de disparaître pour permettre la reconstitution des deux personnages d'origine ;
- T'Pol est une Vulcaine, officier en second et officier scientifique à bord de l'Enterprise NX-01. Elle a eu une fille avec Charles Tucker III.

Dans la série télévisée V, une expérience menée par Diana qui consiste à mêler l'ADN humain de Robin Maxwell et l'ADN Visiteur de Brian aboutit à la naissance de jumeaux, dont l'un ressemble à une humaine, Elizabeth, qui survit et grandit à une vitesse importante, développe une grande intelligence et d'étranges capacités.
Dans la série télévisée Dark Angel, le projet Manticore consiste à essayer de créer les soldats parfaits à l'aide de manipulations génétiques entre l'ADN humain et l'ADN animal. Par exemple Max Guevara, l'héroïne de la série, issue de ce projet, possède un peu d'ADN de chat et un peu d'ADN de requin.
La web-série Noob tourne autour d'un MMORPG fictif nommé Horizon. Dans l'univers de ce jeu, la plupart des représentants de la classe néogicien sont génétiquement modifiés.

### Clonage
Le clonage a été largement utilisé dans la fiction.

#### Cinéma
Dans l'univers de fiction de Star Wars, les soldats clones sont des soldats clonés à partir de l'ADN de Jango Fett, un des plus célèbres chasseurs de primes de la galaxie. Son ADN a été modifié de sorte à rendre les clones plus obéissants et soumis à la discipline militaire.
Dans le film Jurassic Park, les dinosaures sont clonés grâce à du sang prélevé sur des moustiques fossilisés qui avaient piqué des animaux préhistoriques, leur modèles d'origines. Dans le cinquième opus de la saga, Jurassic World Fallen Kingdom, il est même question de clonage humain en la personne de Maisie, qui se révèle être le clone de la fille de Benjamin Lockwood, que ce dernier a créé à la suite du décès de sa fille.
Dans le film Alien, la résurrection (1997), l'héroïne Ellen Ripley est un clone du personnage des trois films précédents de la saga Alien. Elle est aussi un hybride entre le xénomorphe, ce qui lui confrère quelques facultés de ce dernier dont le fait d’être accepté parmi les aliens.
Dans la série de films Resident Evil, le personnage d'Alice est cloné à grande échelle par l'organisation Umbrella. Dans le sixième volet de la série, elle apprend en être un elle-même.
Dans le film The Island, le scénario est inspiré d'un centre scientifique souterrain utilisant une technique de clonage reproductif humain pour donner une seconde chance à des personnes riches atteintes d'une maladie grave ou ayant subi un accident.
Dans le film À l'aube du sixième jour (2000), le scénario est aussi fondé sur le clonage humain reproductif.
Dans le film de science-fiction britannique Moon (Duncan Jones, 2009) où l'exploitation d'une société minière est assurée par un astronaute cloné pour une période de 3 ans.
Dans le film Clones de Jonathan Mostow avec Bruce Willis sorti en 2009.
Dans le film Star Trek : Nemesis, Shinzon a été cloné à partir de l'ADN de Jean-Luc Picard par la police secrète romulienne, ou Tal Shiar, afin d'infiltrer la hiérarchie militaire de la Fédération par le truchement de clones de hauts gradés.
Dans le film Womb.
Dans ces garçons qui venaient du Brésil, le docteur Mengele crée des clones d'Adolf Hitler.
Dans A.I. Intelligence artificielle, à la scène finale les Spécialistes (extraterrestres translucides) qui ont créé un clone de Monica Swinton.

#### Télévision
Dans la série Orphan Black, diffusée en France depuis le 20 novembre 2013, l'histoire tourne autour de Sarah, une jeune femme qui, pour échapper à ses problèmes, rentre dans la peau d'une femme lui ressemblant étrangement, et qui a mis fin à ses jours devant elle.
Dans le dessin animé consacré au catcheur El Santo, le Docteur Clone ressuscite les adversaires vaincus du héros à partir de leur ADN.
Dans le film Pokémon Mewtwo contre-attaque, Mewtwo est issu du clonage de l'ADN d'un cil fossilisé de Mew.
Dans la série Futurama, le professeur Professeur Hubert J. Farnsworth produit un clone à partir d'une de ses verrues pour avoir un héritier, ce dernier sera considérer cependant par Frink comme un fils.
Dans l'Univers de Stargate :
- dans Stargate SG-1, les Asgard se reproduisent par clonage, technologie qui a été reprise par le Goa'Uld Baal ;
- dans la série Stargate Atlantis le Docteur Carson Becket est cloné par Michael Kenmore, un hybride.

Dans la série télévisée Le Clone, télénovela brésilienne (2001), diffusée en France sur France Ô.
Dans la série télévisée X-Files :
- l'épisode Ève (saison 1, épisode 11), les différentes Eve sont des clones avec des facultés supérieures, générées dans le cadre d'expérience eugéniques[2] ;
- les différentes séries d’hybrides clonés sont au cœur de l'arc mythologique de la série dès la fin de la saison 1 (Les Hybrides)[2].

Dans la série Clone, une série humoristique anglaise diffusée sur la BBC 3 qui raconte l'histoire d'un scientifique de génie qui a créé un clone destiné à devenir un soldat de haut niveau mais dont la création souhaite plus faire l'amour que tuer ; pour tenter de sauver son poste, Victor s'enfuit avec sa création.
Dans la série animée Archer, le personnage du Dr. Krieger découvre plusieurs clones de lui-même dans les épisodes 10 et 11 de la saison 5 ("Palace Intrigue"). De même, l'origine du personnage est régulièrement questionnée : à de nombreuses reprises est mentionnée sa filiation génétique avec Adolf Hitler, rappelant le roman d'Ira Levin The Boys from Brazil et son adaptation cinématographique.
Dans Sherlock Holmes au 22e siècle un clone de Moriarty.
Dans Chair de poule (série télévisée) des clones à la fin de l'épisode Personne n'est parfait.

#### Littérature
Dans Pointe blanche de Anthony Horowitz le héros, Alex Rider, découvre que Hugo Grief s'est cloné pour contrôler le monde.
Dans le roman l'Œuf du coucou (1985) de l'auteure américaine de science-fiction C. J. Cherryh, une race extra-terrestre clone un enfant à partir d'ADN humain, afin de l'élever pour servir de médiateur avec l'espèce humaine.
Dans le roman Le Troisième Jumeau, de Ken Follett, on parle de jumeaux nés à des dates différentes, dont un est un criminel et l'autre un jeune étudiant très prometteur, celui-ci, soupçonné d'un crime, va émettre l'hypothèse d'un troisième jumeau...
Clone (1972), roman de l'auteur de science-fiction britannique Richard Cowper.
Les Clowns de l'Éden (1975), roman de l'auteur de science-fiction américain Alfred Bester, le titre étant un jeu de mots avec « les clones de l'ADN ».
Dans le roman La Jeune Fille et les Clones (1993) de l'auteur américain de science-fiction David Brin, est décrite une société matriarcale dont une partie de la population féminine est clonée.
The Boys from Brazil (1976) d'Ira Levin, adapté au cinéma par Franklin Schaffner en 1978. 
Unique (2011), roman jeunesse de l'auteure britannique Alison Allen-Gray.
Dans le roman Auprès de moi toujours de Kazuo Ishiguro, et le film Never Let Me Go de Mark Romanek, trois amis, élevés dans un pensionnat à l'écart du monde, découvrent qu'ils sont en réalité des clones dont l'existence a pour unique objectif le don de leurs organes... Vivre avant de mourir, tel sera leur combat, leur désir, leur espoir et leur désespoir.
Dans le roman Quatre fois mort, de Daniel-Philippe de Sudres, nous découvrons, de l'intérieur, cinq clones, la réalité biologique, physiologique et psychologique de leur état, les terreurs et souffrances que cet état multiple engendre lorsqu'on est soi-même dans l'état de clone.
Dans le roman La Possibilité d'une île de Michel Houellebecq, le même personnage est cloné à chaque génération. 
Dans le roman Hier, les oiseaux de Kate Wilhelm, le clonage est utilisé pour sauver l'humanité, devenue stérile à cause de la pollution. Mais ce qui apparaissait comme une solution temporaire va vite devenir définitif, avec des conséquences qui mettront de nouveau l'espèce humaine en danger.
Dans le roman de Chair de poule (collection) « Le jumeau diabolique ».

#### Comics
Dans l'univers Superman, Lex Luthor essaye de cloner Superman, créant ainsi Bizarro, copie ratée de Superman.
Dans Spider-Man : La Saga du Clone, une aventure de Spider-Man dans laquelle il affronte un de ses clones ; le but éditorial premier était de faire repartir à zéro l'histoire du personnage.

#### Jeux vidéo
Dans la série de jeux vidéo Hitman.
Dans la série de jeux vidéo Metal Gear (jeu vidéo) .

## Cas particulier du réalisme fantastique
Le réalisme fantastique se singularise par des constatations inopinées et singulières (ou uniques) d'êtres à l'apparence parfaitement humaine et à la physiologie optimale… mais présentant certaines mutations chromosomiques inexpliquées (à ne pas confondre avec des mutations explicables et redondantes n'entraînant aucune pathologie, tel le situs inversus).
Exemple concret, appliqué au sang et à ses groupes:
- 1932 (septembre), Amiens (clinique Victor Pauchet) : la femme au sang bleu, déclarée Mrs Smith, au sang bleuâtre et au groupe sanguin totalement inconnu[4],[5] ;
- 1958, Birmingham : madame A, au groupe sanguin totalement inconnu[6] ;
- 1960 (mai), Londres (variante) : la femme de Regent Street, se déclarant être Mrs Dickson, de Baker Street, au groupe sanguin totalement inconnu elle aussi[7],[8].

Dans les trois cas, le sujet (féminin) se présente comme étant parfaitement au courant de sa particularité physique.